# Le Temps des savoirs
 (août 2025).
Le Temps des savoirs est une revue interdisciplinaire semestrielle française créée en avril 2000 par l'Institut universitaire de France (IUF) et publié aux Éditions Odile Jacob. Elle a cessé de paraître après son septième numéro, en mars 2005.
La revue était divisée en trois parties :
- un thème traité sous l'angle de plusieurs disciplines universitaires ;
- un débat ;
- une bibliographie commentée d'ouvrages non encore traduits en français.